# روكاجيوفين
روكاجيوفين ( قلعة رومانسكو ) هي محافظة (بلدية) في مدينة روما المتطورة في منطقة لاتيوم الإيطالية ، وتقع على بعد حوالي 35 كيلومتر (22 ميل) شمال شرق روما . وتم تضمينه في منتزه جبال لوكريتيلي الطبيعي.
عُرف الرومان المدينة القديمة بأسم فانوم فاكوني.

## الآثار
تم العثور على نقش روماني هنا مكّن من التعرف على فيلا هوراس القريبة.